# Tak Sakaguchi
Pour les articles homonymes, voir Sakaguchi.
Tak Sakaguchi (坂口 拓, Sakaguchi Taku), né le 15 mars 1975 dans la préfecture d'Ishikawa (Japon), est un réalisateur, acteur, chorégraphe d'action et cascadeur japonais.
Il est reconnu pour son rôle dans le film de Ryūhei Kitamura, Versus, l'ultime guerrier.

## Biographie
Tak Sakaguchi est marié avec l'actrice Maya Fukuzawa.

## Filmographie sélective

### Au cinéma
- 2000 : Versus, l'ultime guerrier (Versus) de Ryūhei Kitamura
- 2003 : Aragami (荒神?) de Ryūhei Kitamura
- 2007 : United Red Army (実録・連合赤軍 あさま山荘への道程, Jitsuroku rengō sekigun: Asama sansō e no michi?) de Kōji Wakamatsu
- 2011 : Yakuza Weapon (極道兵器, Gokudō heiki?)
- 2013 : Why Don't You Play in Hell? (地獄でなぜ悪い, Jigoku de naze warui?) de Sion Sono
- 2016 : Re:Born (リボーン, Ribōn?) de Yūji Shimomura (ja)
- 2019 : Kingdom (キングダム, Kingudamu?) de Shinsuke Satō : Zuo Ci